# Christoph August Bode
Christoph August Bode (* 28. Dezember 1722 in Wernigerode; † 7. März 1796 in Helmstedt) war ein deutscher Hochschullehrer, Philologe und Orientalist.

## Leben
Christoph August Bode wurde als Sohn des Wernigeroder Stadtrichters Albert Bode und dessen Ehefrau Katharine Gertrud, Tochter des dortigen Bürgermeisters zur Mühlen, geboren. Er hatte noch sechzehn Geschwister, von denen jedoch einige bereits in der Kindheit verstorben sind.
Er erhielt seine schulische Ausbildung durch Hauslehrer und an der Stadtschule in Wernigerode und seit 1739 im Kloster Berge beim Abt Johann Adam Steinmetz; dort hörte er Vorlesungen bei Johann Friedrich Hähn, Elias Caspar Reichard und Christian Gottfried Struensee. Er beschäftigte sich nicht nur sehr intensiv mit der lateinischen und der griechischen Sprache, sondern auch mit der hebräischen Grammatik.
Christoph August Bode studierte an der Universität Halle Philologie mit Schwerpunkt der orientalischen Sprachen unter der Leitung von Christian Benedikt Michaelis und dessen Sohn Johann David Michaelis sowie Vorlesungen zur hebräischen Grammatik bei Georg Friedrich Meier. Für seine theologischen und philosophischen Studien hörte er Vorlesungen bei Siegmund Jakob Baumgarten, Jacob Gabriel Wolff und Johann Georg Knapp.  Er setzte 1746 die Studien an der Universität Leipzig bei Johann Christian Hebenstreit im Chaldäischen, Syrischen und Arabischen fort und übte sich bei Romanus Teller im Predigen; er nutzte in Leipzig, wie auch bereits vorher in Halle, sehr intensiv die dortigen Bibliotheken, in Leipzig stellte ihm dazu Professor Christoph Wolle seine umfangreiche Privat-Bibliothek zur Verfügung. Christoph August Bode kehrte 1747 an die Universität Halle zurück und habilitierte dort mit De primaeva linguae Hebraeae antiqitate und hielt Vorlesungen über hebräische Grammatik und einzelne Bücher des Alten Testaments.
1749 erhielt er eine Anstellung als Privatdozent an der Universität Helmstedt und setzte dort seine Vorlesungen fort. 1754 wurde er an der Universität Helmstedt außerordentlicher Professor der Philosophie.
Nachdem er verschiedene semitische Dialekte erlernt hatte, ging er daran, die orientalischen Versionen des Neuen Testaments vorzugsweise in der Londoner Polyglotte mit dem griechischen Originaltext zu vergleichen. Hierbei prüfte er besonders die von John Mill und Johann Albrecht Bengel erstellten Kollationen.
Er hatte die äthiopische Übersetzung des Matthäus mit dem griechischen Original verglichen und ließ 1750 eine lateinische Übersetzung des persischen Matthäus, 1751 des persischen Markus, Lukas, Johannes und 1752 eine Revision der schon von Thomas Erpenius herausgegebenen arabischen Übersetzung des Markus herausgeben. Daran schloss sich von 1752 bis 1755 die lateinische Übertragung der äthiopischen Übersetzung des Neuen Testamentes an. Daneben erschien 1752 die Übersetzung einiger Stellen aus der türkischen Version des Matthäus und 1757 die lateinische Übertragung der vier ersten Kapitel des Matthäus und die lateinische Übertragung der vier ersten Kapitel des Matthäus aus dem Armenischen.
1763 wurde er ordentlicher Professor der morgenländischen Sprachen an der Universität Helmstedt.
In der Zeit von 1767 bis 1769 erschien sein abschließendes Werk Pseudocritia Millio-Bengeliana, in dem er die Resultate aller vorhergehender Arbeiten veröffentlichte und in dem er sämtliche von John Mill und Johann Albrecht Bengel veröffentlichten syrischen, arabischen, persischen, äthiopischen und armenischen Varianten einer genauen Prüfung unterzog.
Nach seinem Tod vermachte er seine von ihm herausgegebenen Schriften sowie seine Bibliothek der Universität Helmstedt, hierzu gehörte auch eine Koran-Ausgabe von Abraham Hinckelmann, die Christoph August Bode mit einer lateinischen Interlinearversion (zwischen die Zeilen des fremdsprachigen Urtextes geschriebene Übersetzung) versehen hatte.
Seit 1776 war er verheiratet, seine Ehefrau verstarb kurz vor ihm.

## Schriften (Auswahl)
- Dissertatio Inauguralis, Qva De Primaeva Lingvae Hebraeae Antiqvitate Probabiliter Disseritvr. Grunert, Halle 1747. (Digitalisat)
- Evangelium secundum Matthaeum ex versione Aethiopici interpretis in Bibliis polyglottis Anglicanis editum, cum graeco ipsius fonte-studiose contulitatque plurimis tam exegeticis quam philologicis observationibus textum partim, partim versionem illustravit. Halle 1749. (Digitalisat)
- Christoph August Bode; Georg Heinrich Weigel: Sefer Bereshit perek 1 pasuk 1 miḳra ṿe-targum : hoc est, Ex libro Geneseos cap. I. commatis I. : ex consilio fontium et interpunctionis authenticae nec non versionum praecipuarum tam orientalium quam occidentalium maximam partem in Bibl. Polygl. Angl. obviarum interpretatio. Leuckard, Helmstedt 1749.
- Evangelium secundum Matthaeum ex versione Persici interpretis in Bibliis polyglottis angl. editum. Meisner, Helmstedt. 1750. (Digitalisat)
- Evangelium secundum Marc Luc. et Joh. exversione Persici etc. Helmstedt 1751.
- Evangelium secundum Marcum ex versione Arabici interpretis a Th. Erpenio editum. Lemgouiae: Prostat in Officina Libraria Meyeriana, 1752.
- Novum N. J. Ch. Testamentunn, ex versione aethiopioi interpretis in bibliis polyglottis anglicanis editum, ex aethiopica lingua in latinam translatum. T. ll. Brunsv. 1752–55.
- Duo prima capita Evangelii secundumn Matthaeum, cum oratione dominica C. 6, 9 – 13. et pericopa pentecostali, Act. 2, 1 – 13, ex, versione Turcici interpretis, in latinum transtulit, 80 proverbia Turcica latine subjunxit, atque de Turcicae Linguae origine, natura etc. praefatus est. Brunsv. 1752.
- Progr. de primaria radicum hebraearum significatione exdialectis orientalibus feliciter eruenda. Helmstedt 1754.
- Jacobus Ernestus Berniger; J. G. Elberg; Georg Ludwig Hallensleben; Heinrich Christian Herr; Christian Leopold Josua Illing; Friedrich Wilhelm Krause; J. P. Lesser; W. Leidenfrost; Johann Gottfried Ludewig Lindemann; G. Lippe; Niekamp; J. H. Petersen; C. G. Roy; A. P. Schmidt; A. Schnapper; C. G. Schnorr; Detlev Sternhagen; J. W. Steinborn; J. S. Zindel; G. H. Zindel; Christoph August Bode: Den frohen Geburthstag des Hochedelgebohrnen und Hochgelahrten Herrn Herrn Christoph August Boden der Morgenländischen Sprachen öffentlichen ausserordentlichen Lehrers auf der Julius Carls Hohenschule feyerten Seiner Hochedelgebohrnen ergebenste Diener J.E. Berniger, d. r. b. a. Werniger. J.G. Elberg, d. r. b. a. d. Holstein. G.L. Hallensleben, d. g. g. b. a. Quedl. H.C. Herr, d. g. g. b. a. Kochstedt in Hlb. C.L.I. Illing, d. g. g. b. vom Hartz. F.W. Krause, d. a. w. b. a. Pritzwalck. J.P. Lesser, d. a. w. b. a. d. Holstein. W. Leidenfrost, d. g. g. b. a. d. Hann. J.G.L. Lindemann, d. a. w. b. a. Brschw. G. Lippe, d. g. g. b. a. Ulm. Niekamp d. g. g. b. a. d. Braschw. J.H. Petersen, d. g. g. b. a. Schlesw. C.G. Roy, d. a. w. b. a. Helmstädt. A.P. Schmidt, d. g. g. b. a. Thüring. A. Schnapper d. g. g. b. a. Ulm. C.G. Schnorr, d. g. g. b. a. Helmst. D.B. Sternhagen, d. g. g. b. a. d. Holst. J.W. Steinborn, d. g. g. b. a. Hildesh. J.S. Zindel, der g. g. b. aus Anspach G.H. Zindel, der g. g. b. aus Anspach den 28ten des Christmonaths 1754. Helmstädt Schnorr Wolfenbüttel Herzog August Bibliothek Helmstedt 1754.
- Fragmenta V. T. ex versione aethiopici interpretis, ut et alia quaedam opuscula aethiopica ex aethiopica lingua in latinam transtulit, eaque cum praefatione nunc demum edita ad N. T. aethiopici latinam translationem appendicis instar addidit. Helmstedt 1755.
- De Goele Ad Vivo Iob. XIX, XXV. Commentatio. Schnorr, Helmstedt 1757. (Digitalisat)
- Quatuor prima capita Evangelii Matthaei, una cun oratione dominica; C. 6, 9 – 12, ex versione Armenici interpretis, in linguam latinam transtulit, notas quasdam philologicas sub junxit, et tam de lingua, quam versione sacra Armenica praefatus est. Helmstedt 1757.
- De spiritu sancto, Dei digito Commentatio. Schnorr, Helmstedt 1758. (Digitalisat)
- De laetissima resurrectionis spe certissima, ut contra doloros ex piorum obitu anodyno optimo. Helmstedt 1759.
- De bonis angelis, Dei filiis Commentatio. Schnorr, Helmstedt 1764. (Digitalisat)
- De spiritu Dei actis Deifiliis.
- Christoph August Bode; Maria Elisabeth Schnorr: Sacerdotalem Domini Nostri Iesv Christi Orationem Evangel. Iohannis Cap. XVII Integro Comprehensam Ex Versionibvs Praecipvis Orientalibvs Videlicet. Helmstadii Schnorr Wolfenbüttel Herzog August Bibliothek Helmstedt 1762.
- Oratio D. N. I., C. sacerdotalis Joh. 17. ex versionibus orientalibus praecipuis illustrata. Helmstedt 1763.
- Protevangelium Genes. 3, 15. ea versionibus antiquis orientalibus et occidentalibus cum textu S. originali illustratum. Helmstedt 1763.
- De Bonis Angelis Dei Filiis Commentatio. Programma S. Archangeli Michaelis Festo A. R. S. MDCCLXIV. In Academia Ivlia Carolina P. P. Helmstadii Schnorr Wolfenbüttel Herzog August Bibliothek Helmstedt 1764.
- Christoph August Bode; Johann Jakob Curt: Pseudocritica Millio-Bengeliana sive Tractatus criticus quo versionum sacrarum Orientalium Syriacae Arabicarum polyglottae Erpenianae et Romanae Persicarum polyglottae et Whelocianae Aethiopicae et Armenicae allegationes pro variis N. T. Graeci lectionibus a Io. Millio et Io. Alb. Bengelio frustra factae plene recensentur refutantur et eliminantur: insertis earundem versionum veris allegationibus. Halae Magdeburgicae: Typis et impensis Io. Iac. Curt. Ac. Typogr., anno MDCCLXVII (1767)-anno MDCCLXIX (1769).
- Progr. de pastoribus Bethlehemiticis, angelici de servatore nato praeconii auditoribusegregiis ad Luc. 2, 15. 1767.
- Progr. de Jesu primogenito Mariae filio. Helmstedt 1769.
- Nova versio sententiarum, concionatoris et cantici canticorum sapientissimi regis Salomonis, textus Hebraei Masorethici genuinum sensum libere, perspicue feliciterque exhibens, cum parallelorum locorum selectasylloge. Helmstedt 1777.
- Psalmi Hebraei alphabetici CXIX versio Latina gemina, sensualis et literalis, una cum versionum orientalium, Chaldaicae, Syriacae, Arabicae, Äet Armenicae, versione latina literali, necnon adnotationibus philologicis criticis, particula, Psalmi Hebraei integri versionem sensualem, versuumque octoriorum ex textu Hebraeo et versionibus orientalibus versionem iteralem, cum adnotationibus continens. Helmstedt 1783.
- Erklärende Umschreibung des sogenannten Predigerbuches Salomos nach dem Grundtexte, mit summarischen Auszügen aller einzelnen Capitel dieses Buchs. Quedlinburg und Blankenburg 1788.
- Salomonische Sittenlehre, oder erklärende Umschreibung der Sittensprüche Salomo's, nach dem hebräischen Grundtexte. Quedlinburg 1791.
- Verzeichniß der Bibliothek des sel. Herrn Christoph August Bode: bestehend: vornämlich aus Bibelbausgaben und Bibelübersetzungen in allen, besonders den morgenländischen Sprachen, desgleichen aus exegetischen, kritischen und philologischen in die biblische und orientalische Literatur einschlagenden Schriften, u. s. w.; welche am 2ten Jun. 1796 den folgenden Tagen verauctioniert werden sollen. Helmstedt, gedruckt bey Fleckeisen 1796.